# San Saba (fiume)

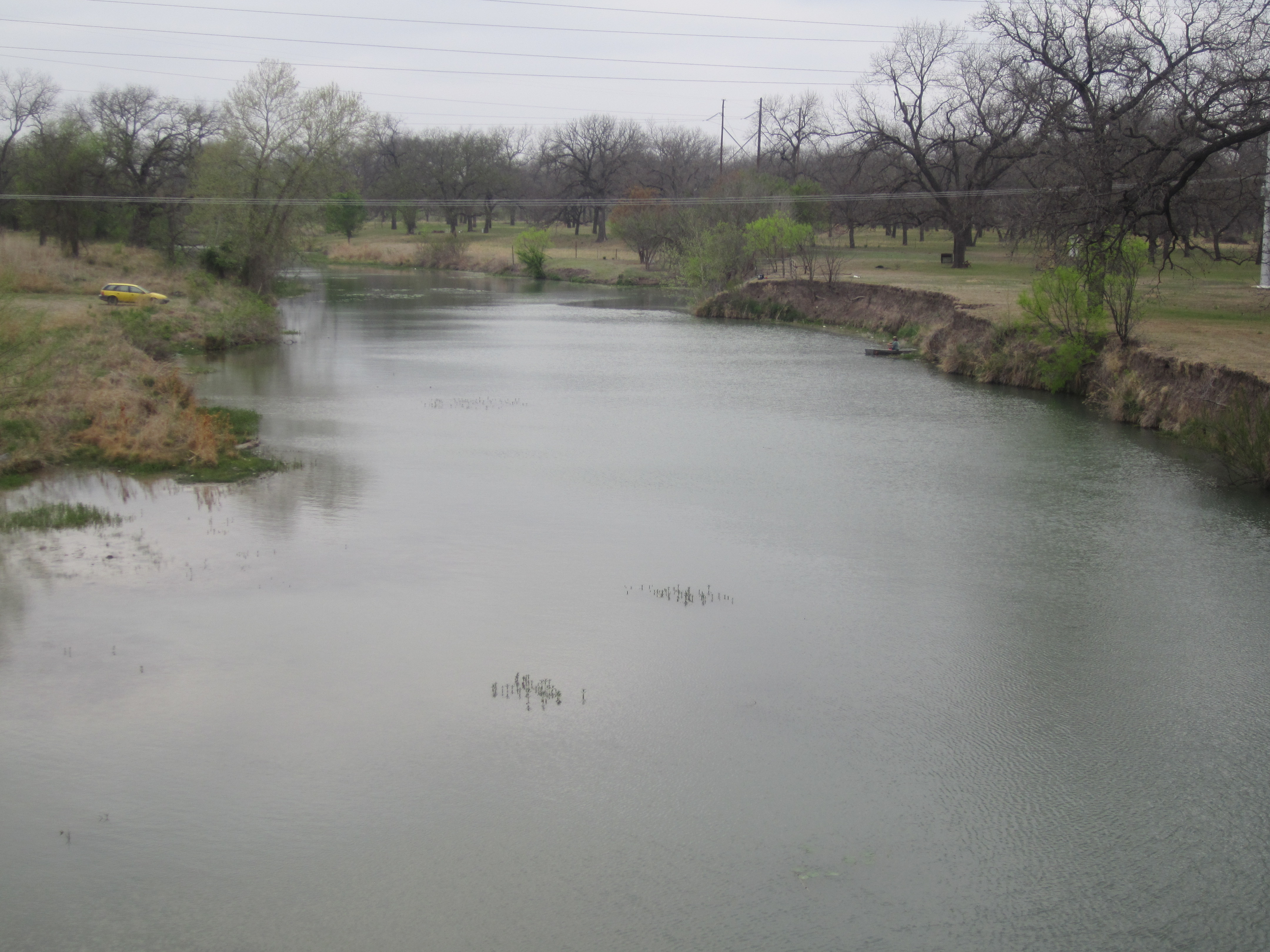
Il San Saba a Menard, Texas

Il San Saba è un fiume dello stato americano del Texas. È un corso d'acqua non sviluppato e panoramico situato sul confine settentrionale dell'altopiano di Edwards.

## Corso
Il fiume inizia con due rami principali. Il North Valley Prong corre verso est attraverso la contea di Schleicher per 59 km, mentre il Middle Valley Prong percorre 56 km attraverso la stessa contea.
Entrambi si uniscono vicino a Fort McKavett per formare il fiume San Saba, che scorre per altre 224 km a est/nord-est fino a sfociare nel fiume Colorado a est della città di San Saba.
Un importante affluente è il Brady Creek, lungo 144 km e parallelo al percorso del San Saba a nord. 

## Storia
Il fiume venne nominato dal governatore del Texas spagnolo, Juan Antonio Bustillo y Ceballos, nel 1732. Lo chiamò Río de San Sabá de las Nueces ("Fiume di San Sabba delle Noci"), perché lui e le sue truppe erano arrivate il 5 dicembre, giorno della festa di San Sabba (439-532), una delle principali figure di vita monastica cristiana.
La missione di Santa Cruz de San Sabá fu fondata sul fiume nel 1757.